# Timo Perthel
Timo Perthel (Kaiserslautern, 11 de febrero de 1989) es un jugador alemán que juega en el DSV Leoben de la 2. Liga de Austria.

## Carrera
Perthel hizo su debut el 3 de mayo de 2009 en el Werder Bremen en un partido contra F.C. Colonia. Fue sustituido en el minuto 72 por Peter Niemeyer.

## Selección nacional
Ha sido internacional con la selección de fútbol sub-20 de Alemania.

## Clubes
| Club                | País     | Año       |
| ------------------- | -------- | --------- |
| Werder Bremen       | Alemania | 2008-2010 |
| S. K. Sturm Graz    | Austria  | 2010-2011 |
| Hansa Rostock       | Alemania | 2011-2012 |
| M. S. V. Duisburgo  | Alemania | 2012-2013 |
| Eintracht Brunswick | Alemania | 2013-2014 |
| VfL Bochum          | Alemania | 2014-2018 |
| 1. F. C. Magdeburgo | Alemania | 2019-2021 |
| DSV Leoben          | Austria  | 2022-     |